# Коровенская
Коровенская — деревня в Бабушкинском районе Вологодской области.
Входит в состав сельского поселения Бабушкинское (до 2016 года входила в Демьяновское сельское поселение), с точки зрения административно-территориального деления — в Демьяновский сельсовет.
Расстояние по автодороге до районного центра села имени Бабушкина — 27 км, до деревни Демьяновский Погост — 2 км. Ближайшие населённые пункты — Большой Двор, Климовская, Подгорная, Демьяновский Погост.
Согласно книге «Родословие Вологодской деревни», впервые деревня упоминается в письменных источниках в 1619 г. как деревня Голяева и Коровина Вотченской волости Тотемского уезда. Населена была чёрносошными крестьянами.
Население по данным переписи 2002 года — 5 человек.